# Laßnitz bei Murau
Laßnitz bei Murau est une ancienne commune autrichienne du district de Murau en Styrie.